# Élections municipales partielles françaises de 1987
Des élections municipales partielles ont lieu en 1987 en France.

## Élections

### Grasse(Alpes-Maritimes)
- Maire sortant : Hervé de Fontmichel (UDF-Rad.)
- Maire élu ou réélu : Hervé de Fontmichel (UDF-Rad.)

- Contexte : Démission du maire et de dix-huit conseillers municipaux de la majorité sortante.

| Tête de liste                                 | Tête de liste         | Liste               | Premier tour | Premier tour | Second tour | Second tour | Sièges  | Sièges |
| Tête de liste                                 | Tête de liste         | Liste               | Voix         | %            | Voix        | %           | CM      |        |
| --------------------------------------------- | --------------------- | ------------------- | ------------ | ------------ | ----------- | ----------- | ------- | ------ |
|                                               | Hervé de Fontmichel * | UDF-RPR-CNI-FN      | 4 651        | 35,24        | 7 827       | 56,60       | 31      |        |
| Liste d'action communale et d'union nationale |                       |                     | 4 651        | 35,24        | 7 827       | 56,60       | 31      |        |
|                                               | Henri Richelme        | DVD-UDF-RPR (ex-PR) | 3 324        | 25,19        | Retrait     | Retrait     | Retrait |        |
| Rassemblement pour l'avenir de Grasse         |                       |                     | 3 324        | 25,19        | Retrait     | Retrait     | Retrait |        |
|                                               | Georges Vassallo      | PCF                 | 3 260        | 24,70        | 6 002       | 43,40       | 8       |        |
| Liste d'union de la gauche (2d tour)          |                       |                     | 3 260        | 24,70        | 6 002       | 43,40       | 8       |        |
|                                               | M. Guérin             | PS                  | 1 306        | 9,89         | 6 002       | 43,40       | 8       |        |
|                                               |                       |                     | 1 306        | 9,89         | 6 002       | 43,40       | 8       |        |
|                                               | Jean-Philippe Goby    | DVD                 | 655          | 4,96         |             |             |         |        |
| Liste socio-professionnelle                   |                       |                     | 655          | 4,96         |             |             |         |        |
|                                               |                       |                     |              |              |             |             |         |        |
| Inscrits                                      | Inscrits              | Inscrits            | 22 790       | 100,00       | 22 790      | 100,00      |         |        |
| Abstentions                                   | Abstentions           | Abstentions         | 9 334        | 40,96        | 8 144       | 35,73       |         |        |
| Votants                                       | Votants               | Votants             | 13 456       | 59,04        | 14 646      | 64,26       |         |        |
| Blancs et nuls                                | Blancs et nuls        | Blancs et nuls      | 260          | 1,14         | 817         | 3,58        |         |        |
| Exprimés                                      | Exprimés              | Exprimés            | 13 196       | 57,90        | 13 829      | 60,68       |         |        |
| * Liste du maire sortant                      |                       |                     |              |              |             |             |         |        |

### Hayange(Moselle)
- Maire sortant : Yves Jambel (PS)
- Maire élu ou réélu : Alphonse Bourgasser (DVD)

- Contexte : Défusion des communes de Hayange et de Ranguevaux.

| Tête de liste  | Tête de liste       | Liste          | Premier tour | Premier tour | Second tour | Second tour | Sièges | Sièges |
| Tête de liste  | Tête de liste       | Liste          | Voix         | %            | Voix        | %           | CM     |        |
| -------------- | ------------------- | -------------- | ------------ | ------------ | ----------- | ----------- | ------ | ------ |
|                | Alphonse Bourgasser | DVD            |              |              | 3 433       | 52,83       | 26     |        |
|                | Jean Michels        | PS             | 1 654        |              | 1 436       | 22,10       | 3      |        |
|                | Raymond Gatti       | PCF            | 1 600        |              | 1 629       | 25,07       | 4      |        |
|                |                     |                |              |              |             |             |        |        |
| Inscrits       | Inscrits            | Inscrits       |              | 100,00       | 10 423      | 100,00      |        |        |
| Abstentions    | Abstentions         | Abstentions    |              |              | 3 806       | 36,51       |        |        |
| Votants        | Votants             | Votants        |              |              | 6 617       | 63,48       |        |        |
| Blancs et nuls | Blancs et nuls      | Blancs et nuls |              |              | 119         | 1,14        |        |        |
| Exprimés       | Exprimés            | Exprimés       |              |              | 6 498       | 62,34       |        |        |

### Plouguerneau(Finistère)
- Maire sortant : Bernard Le Ven (SE)
- Maire élu ou réélu : Bernard Le Ven (SE)

- Contexte : Démission d'une partie (6) du conseil municipal[5]

|                                    | Bernard Le Ven * | SE             | 1 695 | 50,51  | 22 |  |  |  |
| Vivre et travailler à Plouguerneau |                  |                | 1 695 | 50,51  | 22 |  |  |  |
|                                    | Fanch Vigouroux  | DVD            | 1 661 | 49,49  | 7  |  |  |  |
| Confiance en l'avenir              |                  |                | 1 661 | 49,49  | 7  |  |  |  |
|                                    |                  |                |       |        |    |  |  |  |
| Inscrits                           | Inscrits         | Inscrits       | 4 385 | 100,00 |    |  |  |  |
| Abstentions                        | Abstentions      | Abstentions    | 883   | 20,14  |    |  |  |  |
| Votants                            | Votants          | Votants        | 3 502 | 79,86  |    |  |  |  |
| Blancs et nuls                     | Blancs et nuls   | Blancs et nuls | 146   | 3,33   |    |  |  |  |
| Exprimés                           | Exprimés         | Exprimés       | 3 356 | 76,53  |    |  |  |  |
| * Liste du maire sortant           |                  |                |       |        |    |  |  |  |

### Tonneins(Lot-et-Garonne)
- Maire sortant : Jean-Pierre Ousty (PS)
- Maire élu ou réélu : Jean-Pierre Ousty (PS)

- Contexte : —

|                          | Jean-Pierre Ousty * | PS - PCF       | 3 471 | 72,16  | 25 |  |  |  |
|                          | Serge Girodeau      | RPR - DVD      | 1 339 | 27,84  | 4  |  |  |  |
|                          |                     |                |       |        |    |  |  |  |
| Inscrits                 | Inscrits            | Inscrits       | 6 570 | 100,00 |    |  |  |  |
| Abstentions              | Abstentions         | Abstentions    | 1 590 | 24,20  |    |  |  |  |
| Votants                  | Votants             | Votants        | 4 980 | 75,80  |    |  |  |  |
| Blancs et nuls           | Blancs et nuls      | Blancs et nuls | 170   | 2,59   |    |  |  |  |
| Exprimés                 | Exprimés            | Exprimés       | 4 810 | 73,21  |    |  |  |  |
| * Liste du maire sortant |                     |                |       |        |    |  |  |  |